# K2-141 b
K2-141 b è un esopianeta roccioso in orbita attorno alla stella arancione di sequenza principale K2-141, distante 202 anni luce e situata nella costellazione dei Pesci. Il pianeta fu scoperto per la prima volta dal telescopio spaziale Kepler durante la sua missione K2 "Second Light" e successivamente osservato dallo spettrografo HARPS-N installato presso il Telescopio Nazionale Galileo alle isole Canarie.

## Parametri orbitali
K2-142 b ha uno dei periodi orbitali più brevi tra tutti gli esopianeti conosciuti, impiega infatti solo 0,28 giorni per orbitare attorno alla propria stella, una nana arancione avente una massa di 0,71 M⊙ e un raggio di 0,68 R⊙. La sua distanza dalla stella è solo lo 0,74% della distanza tra la Terra e il Sole; a quella distanza quasi certamente il pianeta si trova in blocco mareale e volge sempre lo stesso emisfero verso la stella.

## Caratteristiche fisiche
Il pianeta, avendo un raggio del 50% superiore a quello terrestre, è probabilmente una super Terra, al di sopra di 1,6 r⊕ si pensa infatti che un pianeta conservi grandi quantità di idrogeno ed elio che lo trasformerebbero in un mininettuno. Inoltre la sua densità pare essere maggiore di quella terrestre, essendo stata stimata in 8,2±1,1 g/cm³; ciò indica che il suo nucleo è composto prevalentemente di ferro e costituisce dal 30 al 50% della massa totale del pianeta.

## Atmosfera e clima
Nonostante la sua natura rocciosa il pianeta non è abitabile in quanto la sua temperatura di equilibrio si aggira sui 2000 kelvin; tuttavia quella reale diurna è probabilmente molto più alta: un'osservazione delle eclissi secondarie la stima a circa 3000 K. A quelle temperature probabilmente il pianeta ha oceani di magma e un'atmosfera costituita da roccia e metalli vaporizzati, che cadono in pioggia quando, raggiunta l'alta atmosfera, si raffreddano.